# Weekendavisen
Weekendavisen er en dansk ugeavis, udgivet af Berlingske Media, som udkommer hver fredag. Avisens ansvarshavende chefredaktør siden 2017 er Martin Krasnik.
Avisen ejes af Berlingske Media og er en fortsættelse af Berlingske Aftenavis, som var avisens navn frem til oktober 1971, hvor postvæsenet indstillede eftermiddagsudbringningen, hvorved det blev umuligt at distribuere en aftenavis i Danmark.
Avisens indhold var baggrunds- og kommentarstof inden for politik og kultur, men fra 1980'erne har avisen fokuseret på internationale forhold, samfunds- og kulturstof, ligesom den har henvendt sig til det veluddannede segment. Siden 2000 har avisen haft et tillæg om videnskab.

## Oplag
Avisens oplag steg en smule i perioden 2006-2007, hvor det var på 60.825 i 1. halvår af 2007 (Dansk Oplagskontrol). Læsertallet er imidlertid 291.000 (Index DK/Gallup, 1. halvår af 2007). I 2008 var oplaget faldet til 54.000 (december 2008 ifølge Dansk Oplagskontrol). Regnskabsmæssigt opnåede avisen i 2008 sit største overskud nogensinde på trods af det faldende oplag. 90 procent af oplaget sælges i abonnement, mens de sidste 10 procent er løssalg. Oplagstallet var i 2. halvår af 2014 på 45.616.[kilde mangler]

## Læsertal
I perioden 2010-2018 er Weekendavisens læsertal faldet fra 250.000 til 193.000 ugentlige læsere; dermed har Weekendavisen fra 2010 til 2018 mistet ca. 20 pct. af sine læsere.
Weekendavisen formåede i sidste halvdel af 2020 og første halvdel af 2021 at tiltrække flere læsere sammenlignet med samme periode året før. Weekendavisen gik fra 200.000 til 213.000 ugentlige læsere i den periode. Samtidig var Weekendavisen den eneste landsdækkende avis, der tiltrak flere læsere.

## Karakteristik
Weekendavisen har fire sektioner: Samfund, Kultur, Bøger og Ideer. Avisen henvender sig primært til læsere, som efterspørger længere og dybdeborende artikler om politik, internationale problemstillinger, kulturelle begivenheder, bøger og forskning. Avisen er ikke primært fokuseret på nyheder, men i højere grad en analyse af ugens vigtigste nationale og internationale begivenheder.
Avisen, der "opfatter sig som en del af den borgerlige offentlighed", har gennem flere år brugt sloganet Personlighedernes avis.
Avisen adskiller sig fra mange andre aviser ved sit princip om, at annoncer højst må fylde 16 procent af spaltepladsen og iøvrigt skal passe ind i det redaktionelle miljø.

## Chefredaktører
- 1950-1973: Otto Fog-Petersen[9]
- 1973-1978: Henning Fonsmark[10]
- 1978-1984: Frank Esmann[11]
- 1984-1987: Jørgen Schleimann[12]
- 1987-1992: Tøger Seidenfaden[13]
- 1992-1998: Peter Wivel[14]
- 1998-2017: Anne Knudsen[15]
- 2017-: Martin Krasnik[2]

Anna Libak blev udenrigsredaktør i 2020.